# Szczecinka

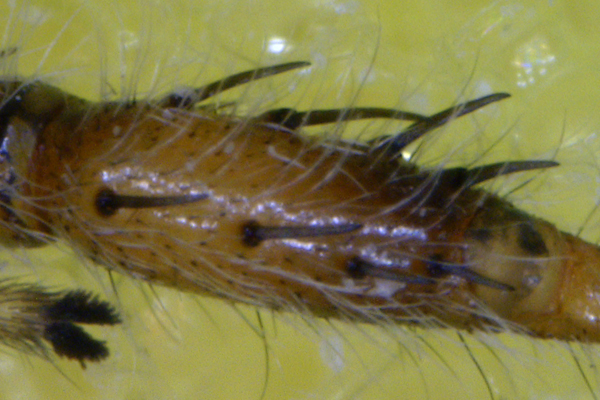
Jasne szczecinki na goleniu przedniego odnóża samicy pająka Marpissa pikei

Szczecinka (łac. seta) – włoskowata struktura. Wśród zwierząt większość szczecinek występuje u bezkręgowców:
- Szczecinki u pierścienic są sztywnymi szczecinkami występującymi na ciele. Pomagają dżdżownicom wydostawać się na powierzchnię i zapewniają prawidłowy przebieg ruchów perystaltycznych. Włoski te utrudniają wyciągnięcie pierścienicy z ziemi. Szczecinki u skąposzczetów (do których należą dżdżownice) składają się w dużej mierze z chityny[1].
- Szczecinki umiejscowione na odnóżach kryla i małych skorupiaków pomagają im w zbieraniu fitoplanktonu.
- Szczecinki w entomologii są tworami jednokomórkowymi, formowanymi z komórek nabłonka. Służą do ochrony ciała.

Szczecinki występują także u roślin i grzybów.